# Smilje (časopis)
Časopis Smilje bio je najdugovječniji hrvatski dječji časopis.

## Povijest
Prvi broj objavljen je 1. svibnja 1873. u nakladi Hrvatskoga pedagoško-književnog zbora i pod kratkotrajnim uredništvom Vjenceslava Zaboja Mařika. Već od 4. broja mjesto urednika preuzima Tomislav Ivkanec, profesor Kraljevske učiteljske škole u Zagrebu, koji tu dužnost obavlja punih 38 godina, sve do svoje smrti 1912. godine. Nakon toga, uz desetak drugih urednika i pod istim stabilnim HPKZ nakladnikom, časopis kao mjesečnik neprekinuto izlazi sve do 1945. godine, kada ga gasi novonastala politička situacija.

## Sadržaj
Tijekom svoje više od sedam desetljeća duge povijesti, Smilje je u prvom redu bilo namijenjeno učenicima nižih razreda pučkih škola, donoseći pregršt literarnih, ali i znanstveno-popularnih sadržaja, sve zajedno metodički osmišljeno za korištenje u nastavi. Od samog početka dodatan karakter listu davalo je i mnoštvo likovnih te vizualnih popratnih sadržaja.

## Zanimljivosti
Na tradiciji ovog časopisa i njegovog prethodnika Bosiljka, Školska knjiga 1970. godine pokreće dječji/učenički časopis znakovitog imena Smib (smilje i bosilje) koji se objavljuje i danas.